# I. Kadasman-Enlil
I. Kadasman-Enlil (uralkodott Kr. e. 1374 – Kr. e. 1360) Babilónia egyik jelentős kassú királya volt, egyben az első a kassú uralkodók közül, akinek beazonosítható uralkodási ideje. Levelezésben állt III. Amenhotep fáraóval, amit az Amarna-levelek bizonyítanak.